# جوزفين آن إنديكوت
جوزفين آن إنديكوت (بالإنجليزية: Josephine Ann Endicott)‏ هي راقصة أسترالية، ولدت في 1950 في سيدني في أستراليا.

## وصلات خارجية
- جوزفين آن إنديكوت على موقع IMDb (الإنجليزية)
- جوزفين آن إنديكوت على موقع IMDb (الإنجليزية)
- جوزفين آن إنديكوت على موقع ألو سيني (الفرنسية)
- جوزفين آن إنديكوت على موقع أول موفي (الإنجليزية)
- جوزفين آن إنديكوت على موقع كينوبويسك (الروسية)